# Fünfstetten
Fünfstetten ist eine Gemeinde und ein Dorf im schwäbischen Landkreis Donau-Ries in Bayern.

## Geografie

### Lage
Die Gemeinde liegt in der Region Augsburg in der hügelreichen Landschaft zwischen Schwäbischer Alb und Fränkischer Alb auf dem östlichen Rand des Ries-Kraters (Nördlinger Ries).

### Gemeindegliederung
Es gibt 10 Gemeindeteile (in Klammern ist der Siedlungstyp angegeben):
- Asbacherhof (Einöde)
- Biberhof (Einöde)
- Fünfstetten (Pfarrdorf)
- Heidmersbrunn (Kirchdorf)
- Ingershof (Einöde)
- Mittelwegerhof (Einöde)
- Nußbühl (Kirchdorf)
- Obere Beutmühle (Einöde)
- Rothenbergerhof (Einöde)
- Untere Beutmühle (Einöde)

Es gibt die Gemarkungen Fünfstetten und Nußbühl.

## Geschichte

### Bis zum 19. Jahrhundert

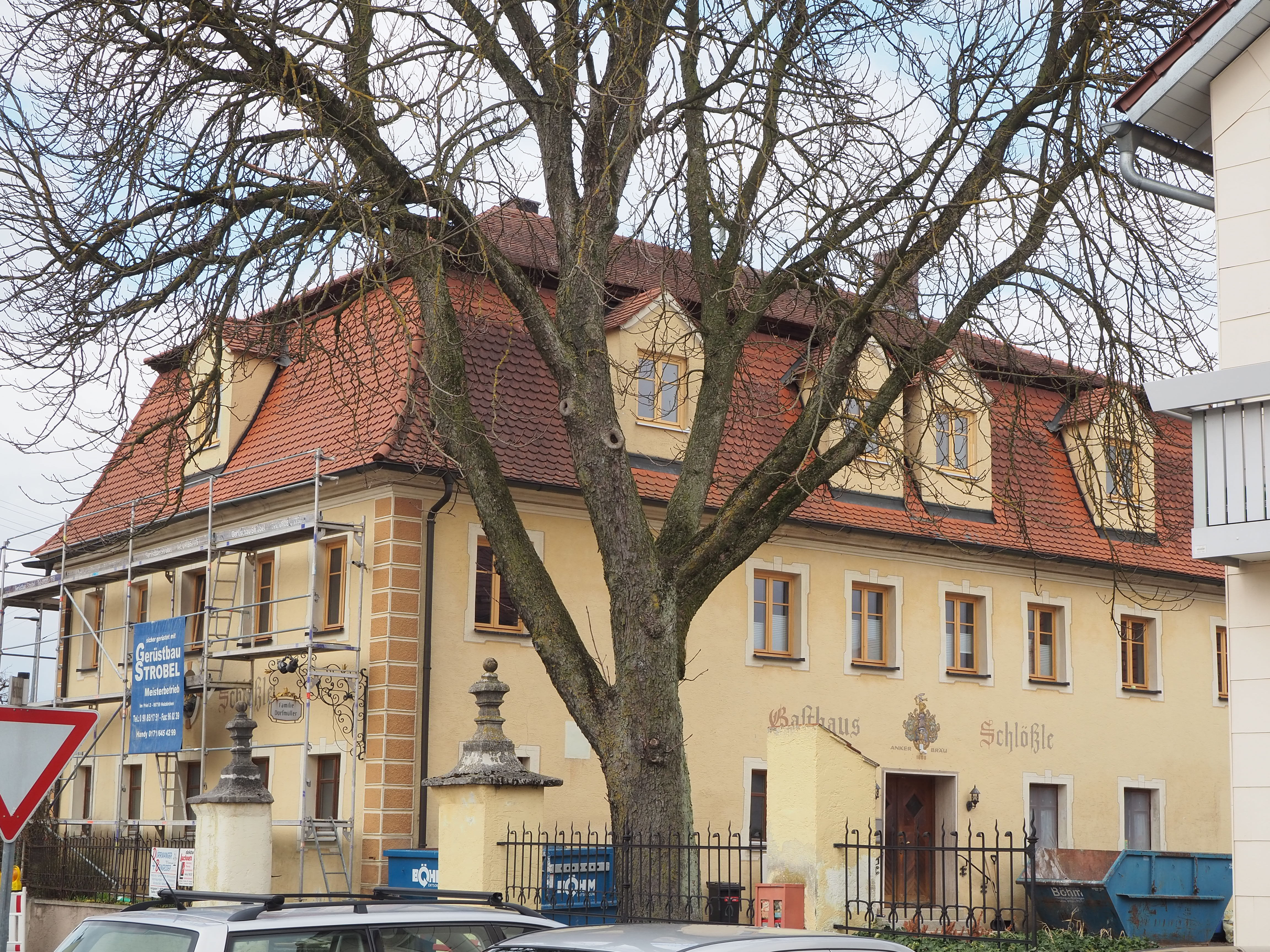
Gasthaus Schlößle

Zwischen 1057 und 1075 weihte hier Bischof Gundekar II. von Eichstätt eine dem hl. Dionysius gewidmete Kirche. Fünfstetten war im Mittelalter Adelssitz unter der Graisbacher Herrschaft. Im Jahr 1233 wurde ein Herr von Fünfstetten erwähnt. Im 14. Jahrhundert erwarben die Herren von Wemding hier Besitz. Der Ort war Sitz einer geschlossenen Hofmark, die 1505 zum neugebildeten Fürstentum Pfalz-Neuburg kam. Die Einführung der Reformation 1554 wurde vom Landesherrn Pfalzgraf Ottheinrich angeordnet. Pfalzgraf Wolfgang Wilhelm verfügte 1618 für Fünfstetten die Rekatholisierung. Die Hofmark samt Schloss gehörte von 1762 bis 1810 den Freiherren von Rehlingen. Seit der Vereinigung der wittelsbachischen Lande 1777 gehörte Fünfstetten zu Kurpfalz-Bayern. 1810 gelangte die Hofmark Fünfstetten zusammen mit dem nahe gelegenen Otting durch Kauf an Carl Friedrich Stephan von Schönfeld, der 1817 zum Grafen von Otting und Fünfstetten erhoben wurde. Carl Friedrich Stephan war ein außerehelicher Sohn von Friedrich Michael von Pfalz-Birkenfeld und Halbbruder von König Maximilian I. Joseph (Bayern); sein Sohn Maximilian Joseph Graf von Otting und Fünfstetten verkaufte seine Besitzungen an den Fabrikbesitzer Oskar Kürzel.
Fünfstetten hatte einen Bahnhof an der Bahnstrecke Donauwörth–Treuchtlingen. Zwischen 1906 und 1999 zweigte dort die Nebenbahn nach Monheim ab.

### Religionen

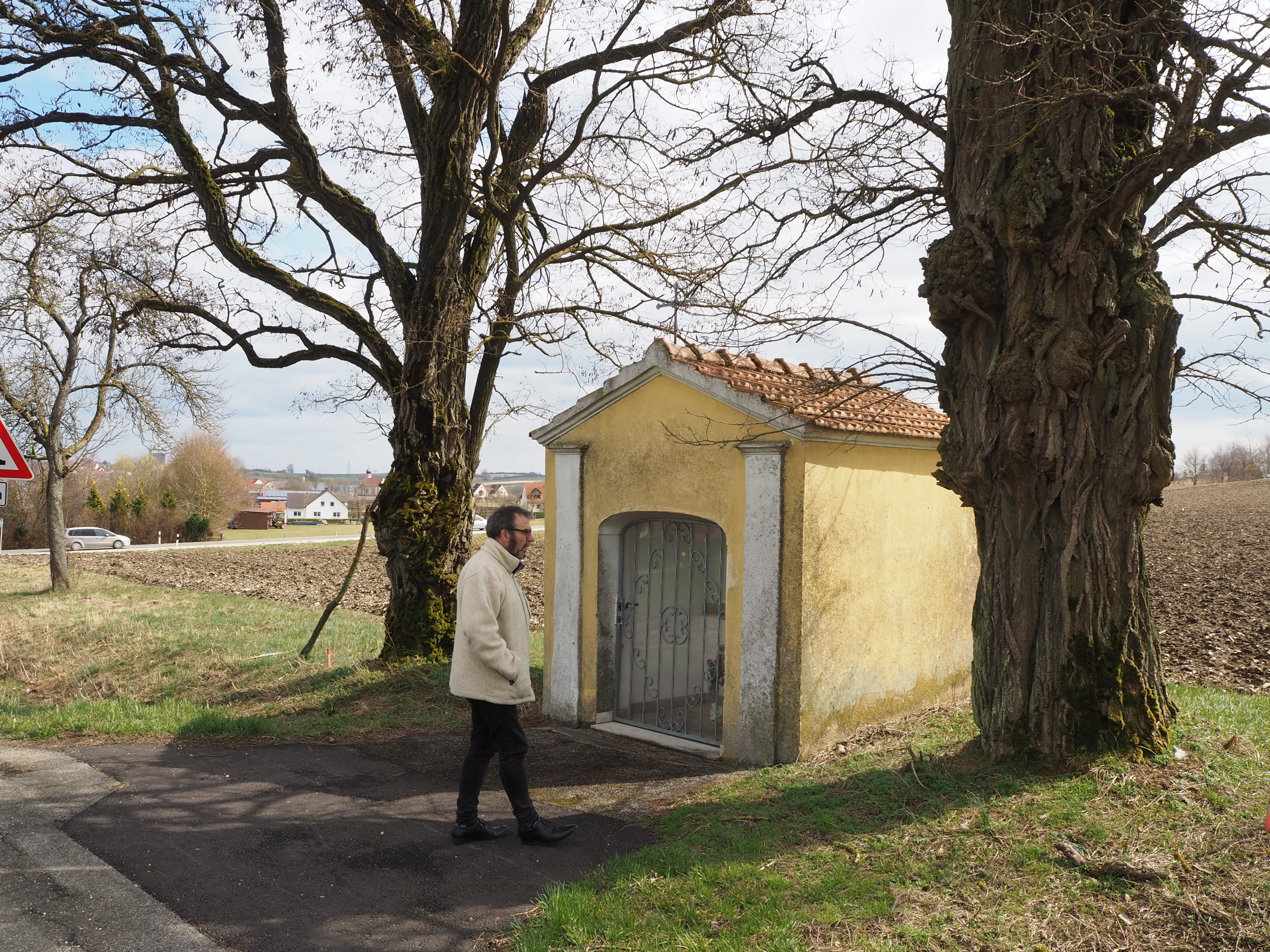
Feldkapelle am Lenzenberg

Fünfstetten gehört zur katholischen Diözese Eichstätt (Pfarrkirche St. Dionysius mit barockem Altar sowie Kanzel). Die Pfarrei zählt zu den Urpfarreien des Bistums.
Am südlichen Ortsrand von Fünfstetten liegt eine barocke Marienkapelle.
Der Ortsfriedhof an der Kirche St. Dionysius wurde im Jahre 2011 im Friedhofsprojekt des Bayerischen Landesvereins für Familienkunde fotografiert. Über 1000 Grabinschriften von Friedhof und Kriegerdenkmal sind abrufbar.

### Eingemeindungen
Im Zuge der Gebietsreform in Bayern wurde am 1. Mai 1978 die Gemeinde Nußbühl mit ihren Gemeindeteilen eingegliedert.

### Einwohnerentwicklung
Zwischen 1988 und 2018 sank die Einwohnerzahl von 1351 auf 1321 um 30 Einwohner bzw. um 2,2 %.

## Politik
Die Gemeinde ist Mitglied der Verwaltungsgemeinschaft Wemding.

### Gemeinderat
- CSU / UWG 8 Sitze
- PWG – Freie Wähler 4 Sitze

Stand: Kommunalwahl am 15. März 2020, Amtszeit 1. Mai 2020 bis 30. April 2026.

### Bürgermeister
Erster Bürgermeister ist seit 1. Mai 2020 Josef Bickelbacher (CSU / UWG) mit 57,7 % gewählt. Dieser ist Nachfolger von Werner Siebert, der von Mai 2008 bis April 2020 als Erster Bürgermeister tätig war.

### Wappen
| Wappen von Fünfstetten | Blasonierung: „In Rot eine aufsteigende und eingeschweifte silberne Spitze, darin ein schwarzes Giebelhäuschen, beiderseits je ein zugekehrtes silbernes Fangeisen.“ |
| Wappen von Fünfstetten | Wappenbegründung: Das Gemeindewappen enthält sowohl historische Hinweise als auch den Ortsnamen erklärende Bilder. Das schwarze Giebelhäuschen bedeutet „Haus- und Hofstätte“ und steht für den Ortsnamen. Die beiderseits angebrachten Fangeisen sind dem Stammwappen der Herren von Späth entnommen, die von 1651 bis 1761 als Schlossherren von Fünfstetten großen Einfluss auf den Ort hatten. Die Spitze im roten Schild stammt aus dem Wappen der Herren von Meilenhart, die im 13. Jahrhundert als Ministerialen der Grafen von Lechsgemünd Besitzer einiger Güter und Rechte im Ort waren. Dieses Wappen wird seit 1962 geführt. |

## Bau- und Bodendenkmäler
- Pfarrhaus, erbaut 1795

## Arbeitsplätze und Landwirtschaft
2017 gab es in der Gemeinde 71 sozialversicherungspflichtige Arbeitsplätze. Von der Wohnbevölkerung standen 600 Personen in einem versicherungspflichtigen Arbeitsverhältnis, so dass die Zahl der Auspendler um 529 höher war als die der Einpendler. 10 Einwohner waren arbeitslos.
2016 gab es 35 landwirtschaftliche Betriebe. 1729 ha der Gemeindefläche waren landwirtschaftlich genutzt.

## Bildung
Im Jahre 2018 gab es folgende Einrichtungen:
- Kindertageseinrichtung mit 62 Plätzen und 58 Kindern, davon 14 unter drei Jahren
- Grundschule 1.–4. Klasse, 99 Schüler und 5 Lehrer

## Verkehr
Der Ort ist über die Kreisstraße DON 20 und Gemeindeverbindungsstraßen an die umliegenden Ortschaften und die etwa 5 km im Osten liegende Bundesstraße 2 angeschlossen.